# سامسیکوو
سامسیکوو (انگلیسی: Samsykovo) یک شهرک در شهرستان تویمازینسکی استان باشقیرستان کشور روسیه است.